# Біла (Свідницький повіт)
Біла (пол. Biała) — село в Польщі, у гміні Марциновиці Свідницького повіту Нижньосілезького воєводства.
Населення — 402 особи (2011).
У 1975-1998 роках село належало до Валбжиського воєводства.

## Демографія
Демографічна структура станом на 31 березня 2011 року:
|          | Загалом | Допрацездатний вік | Працездатний вік | Постпрацездатний вік |
| -------- | ------- | ------------------ | ---------------- | -------------------- |
| Чоловіки | 201     | 38                 | 153              | 10                   |
| Жінки    | 201     | 35                 | 130              | 36                   |
| Разом    | 402     | 73                 | 283              | 46                   |